# Tinariwen
Tinariwen (en tamazight : los desiertos, plural de teneré) es un grupo musical tuareg originalmente formado en Tamanrasset, Argelia y con integrantes originalmente de Kidal, Malí en África, en el año de 1979.
Los originales miembros principales son Ibrahim ag Alhabib (Abraybone) y Alhousseini ag Abdoulahi (Abdallah), ambos cantautores y guitarristas, y la cantante Mina Wallet Oumar. 

## Biografía
El grupo se presentó por primera vez en 1982, en un festival en Argel, con el nombre de Taghreft Tinariwen, que luego abreviarían en Tinariwen. Durante la rebelión tuareg de los años 1990, sus canciones eran un mensaje de esperanza y una llamada a la resistencia, y tuvieron una gran difusión en casetes.
Con la firma, en Malí, del Pacto National de 1992 y el regreso de la paz, Tinariwen actúa en varios festivales. El líder del grupo desde 1993 a 1999 fue Mohamed ag Ansar (Manny) que, en la actualidad, es el director del Festival del Desierto. 
Su primer disco, The Radio Tisdas Sessions, fue grabado en 2002 utilizando energía solar. 
Empezaron a ser conocidos en Occidente a partir de su actuación en enero de 2003 en el primer Festival del Desierto (Le Festival au Désert), organizado para celebrar el fin de la guerra entre las tribus tuaregs y el gobierno de Malí. El lugar elegido fue Essakane, un oasis equidistante de Bamako y Tombuctú, y el festival contó con el apoyo del Ministerio de Cultura y del de Artesanía y Turismo de Malí. 
El disco siguiente, Amassakoul, 2004, fue un éxito internacional y actuaron en Europa, Estados Unidos, Canadá y Asia. 
El director cinematográfico francés Jérémie Reichenbach realizó un documental sobre el grupo, Teshumara, les guitares de la rébellion touareg (Teshumara, las guitarras de la rebelión tuareg), que, en 2006, recibió el Gran Premio de la SACEM, la sociedad de autores de Francia.
En 2012 ganaron el Premio Grammy al Mejor Álbum de World Music por Tassili (2011).

## Discografía
- 2017: Elwan.
- 2014: EMMAAR.
- 2011: Tassili.
- 2009: Imidiwan.

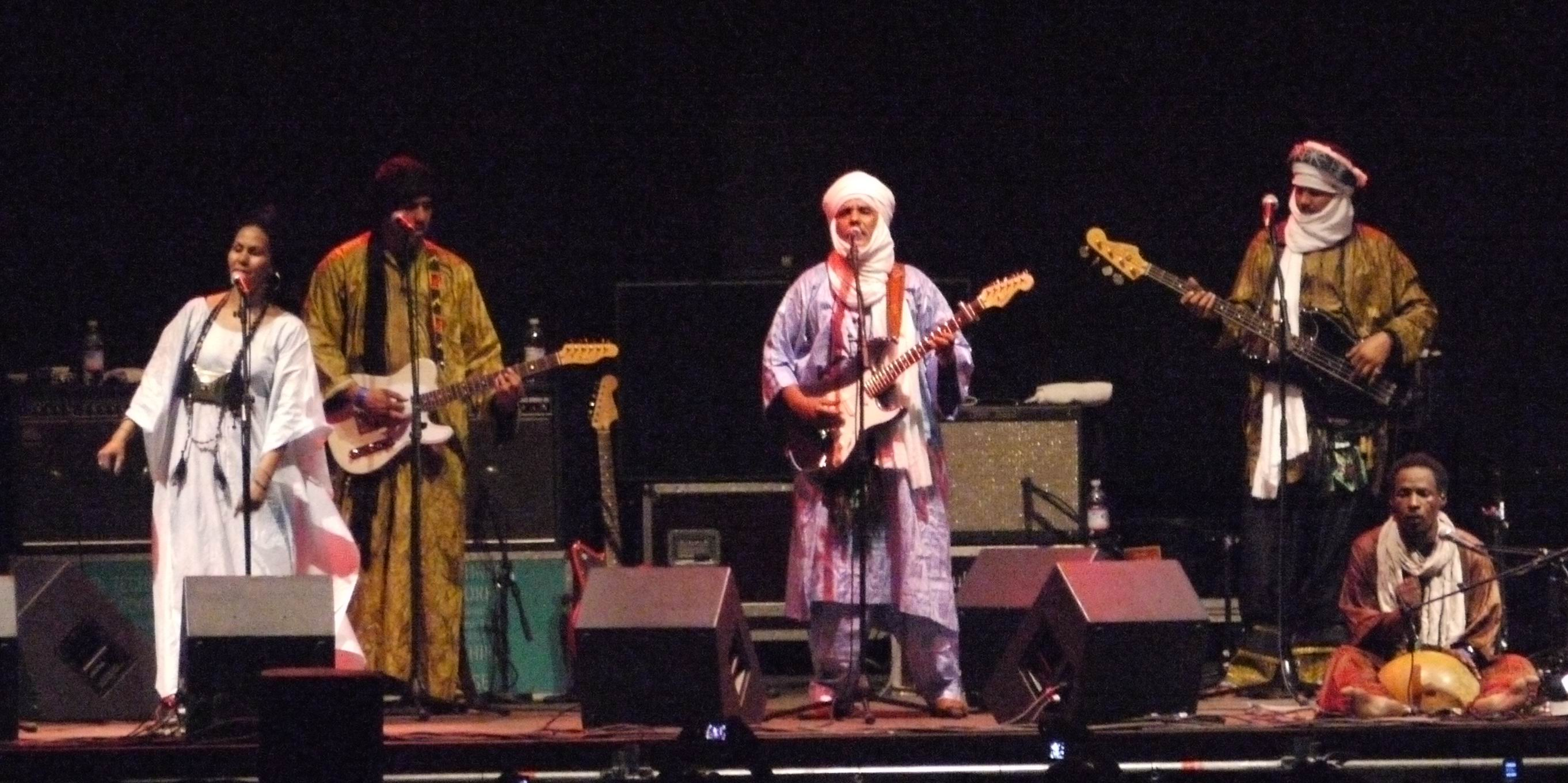
Tinariwen.

- 2007: Aman Iman (Emma/Universal Music).
- 2004: Amassakoul (World Village/Harmonia Mundi).
- 2001: The Radio Tisdas Sessions (Wrasse Records).
- 2024 Idrache (Traces of the Past) (Wedge)[2]

## Premios
| Publicación   | País           | Premio                                   | Año  | Puesto |
| ------------- | -------------- | ---------------------------------------- | ---- | ------ |
| Istanbulmusic | Turquía        | Las 20 mejores bandas de música africana | 2010 | 1      |
| Grammy        | Estados Unidos | Mejor álbum mundial 2011.                | 2011 | 1      |
| Songlines     | Estados Unidos | Mejor Banda del año 2012                 | 2011 | 1      |

## Video
- Le Festival au Désert, Lionel Brouet (DVD). Créon Music, 2004.
- The Soul Rebel of African Desert, DVD (incluye la película The Guitars of the Touareg Rebellion, de Jérémie Reichenbach), 2006.
- Tinariwen Live In London, 2008.